# Rio Pato Branco
O Rio Pato Branco é um curso de água do estado do Paraná. Alguns de seus principais afluentes são o arroio Pocinho, o rio Conrado, o arroio Passo da Cruz e o rio Pinheiro com o rio Passo Feio.
Sua nascente localiza-se no município de Mariópolis, e a sua bacia fornece água à cidade de mesmo nome.